# Die zweite Frau (Marlitt)
Die zweite Frau ist ein Roman (Familienroman, Eheroman, Liebesroman), den E. Marlitt 1874 in der Familienzeitschrift Die Gartenlaube (Hefte 1–21) veröffentlichte. Die Buchausgabe folgte noch im selben Jahr im Verlag des Herausgebers der Gartenlaube, Ernst Keil. Die Illustrationen der Buchausgabe stammen von Alexander Zick.
Marlitt schrieb den Roman vor dem Hintergrund des Bismarckschen Kulturkampfes, der die Ablösung des Staates von der katholischen Kirche zur Folge hatte. Die Protestantin Marlitt, die schon in früheren Werken religiöse Heuchelei und religiöse Intoleranz angeprangert hatte, bezog in Die zweite Frau gegen die katholische Kirche unmissverständlich Position, was ihr in der Folge auch einige Kritik einbrachte.
Der Roman erzählt die Geschichte der jungen Juliane von Trachenberg, die eine Konvenienzehe mit dem nicht ganz charakterfesten Witwer Raoul von Mainau eingeht. Es gelingt ihr, ihn zu bessern, seine Liebe zu erringen und eine alte Familienschuld der Mainaus aufzudecken.

## Handlung

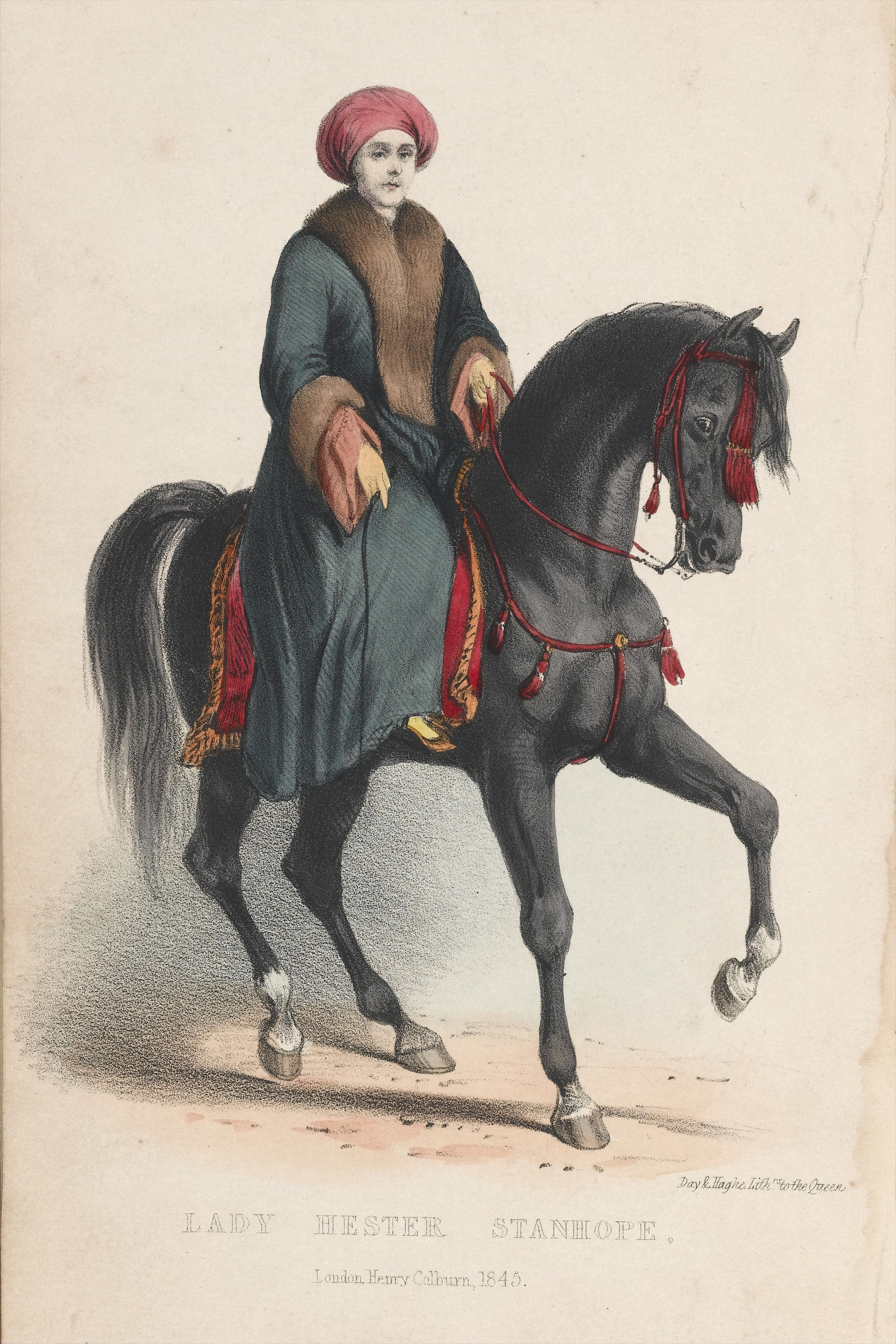
In Kapitel 24 wird Liane mit Lady Stanhope verglichen.

Kapitel 1–4. Ort der Handlung ist das fiktive Schloss Schönwerth in einer unbezeichneten deutschen Residenzstadt, die Zeit die Gegenwart der Autorin, also die 1870er Jahre. Raoul Baron von Mainau hatte als junger Mann eine Frau geliebt, die sich auf Druck ihrer Familie dann aber zur Konvenienzehe mit ihrem Cousin, einem Herzog entschieden hatte. Seines Glückes beraubt, war auch Raoul eine Konvenienzehe eingegangen. Viele Jahre später und nach Geburt zweier Söhne ist die Herzogin Witwe. Auch Raoul ist inzwischen Vater eines Sohnes und ebenfalls Witwer. In der Zwischenzeit hat er einige zweifelhafte Gewohnheiten angenommen: ein unstetes Reiseleben, tolle Wetten, Duelle, Liebesaffären und eine Geringschätzung der Frauen. Während die Herzogin sich nun Hoffnungen auf eine Wiedervereinigung mit dem Jugendgeliebten macht, wünscht dieser im Gegenteil Rache für ihren Treuebruch und sucht im Gothaischen Hofkalender nach einer standesgemäßen zweiten Ehefrau.
Seine Wahl fällt auf eine ihm persönlich nicht bekannte Kusine, die 20-jährige Juliane („Liane“) Gräfin von Trachenberg. Liane lebt gemeinsam mit ihrer emotional kalten Mutter, einer geborenen Prinzessin Lutowiska, und ihren geliebten älteren Geschwistern Ulrike und Magnus auf Schloss Rudisdorf. Die Familie ist verarmt und fristet ihr bescheidenes Dasein mit Hilfe der Anfertigung von Kunstblumen. Durch den hochgelehrten Magnus hat Liane allerdings eine exquisite Ausbildung genießen können.
Gemeinsam mit seinem Trauzeugen, Herrn von Rüdiger, reist Raoul nach Rudisdorf zur Trauung. Gleich im Anschluss an die Zeremonie erklärt er Liane in aller Offenheit, dass er sie nur geheiratet hat, weil er viel reist und für seinen Sohn während seiner Abwesenheit eine Mutter braucht. Obwohl Liane klar war, dass Raoul sie nicht aus Liebe erwählt hat, ist sie bestürzt.
Kapitel 5–10. Nach ihrer Ankunft in Schloss Schönwerth beginnt Liane die Ursachen von Raouls Charakterproblemen zu erahnen. Nicht er ist in seinem Hause die tonangebende Persönlichkeit, sondern sein Onkel, der Hofmarschall, der – als Vater von Raouls erster Ehefrau Valerie – gleichzeitig Leos Großvater ist. Der Hofmarschall steht unter dem Einfluss des Hofpredigers, eines undurchsichtigen Jesuiten, der auch Valeries enger Vertrauter war, und bestimmt sogleich, dass die Trauung, die in Rudisburg eine protestantische Zeremonie war, als katholische Zeremonie wiederholt werden müsse. Raouls Sohn Leo – der Apfel fällt nicht weit vom Stamm – erweist sich als unerzogener Rüpel und misshandelt etwa gewohnheitsmäßig seinen eigentlich geliebten Hauskameraden, den Knaben Gabriel. Liane jedoch schließt er auf Anhieb rückhaltlos in sein Herz.
Gabriel ist der Sohn einer geheimnisvollen indischen Frau, die schwer krank ist und in einem separaten Gebäude lebt, wo sie von Gabriel und der Beschließerin, Frau Löhn, versorgt wird. Liane erfährt, dass die Inderin als Bajadere einst in Benares getanzt hatte, wo ein weiterer Onkel von Raoul, Gisbert, sie entdeckt, sich in sie verliebt und sie nach Deutschland entführt hat. Gisbert starb schließlich und soll sich am Ende, weil sie ihm untreu gewesen und Gabriel nicht sein Sohn sei, mit der Geliebten entzweit haben. Der Hofmarschall und auch Raoul zeigen eine große Abneigung gegenüber der Inderin und gegenüber Gabriel, der durch Gisberts Testament für den Mönchsstand und zum Missionar bestimmt ist, obwohl er, wie Liane entdeckt, ein erstaunliches Talent als Künstler besitzt.
Kapitel 11–14. Da Liane fest zu ihrem protestantischen Bekenntnis steht, stehen sie und der Hofmarschall von Anfang an auf gespanntem Fuß. Zum offenen Konflikt kommt es, als Liane ihrer Mutter ein selbst angefertigtes Gemälde senden möchte, das die Mutter verkaufen soll, um vom Erlös einen Kuraufenthalt zu finanzieren. Nach Überzeugung des Hofmarschalls ist eine solche auf Verdienst angelegte, Malerei für die Ehefrau seines Neffen ganz und gar unschicklich. Um Liane einzuschüchtern, konfrontiert er sie mit einem kompromittierenden Brief, den die Mutter einst an ihn adressiert hatte. Die Mutter hatte hohe Spielschulden gehabt und den Hofmarschall um Unterstützung gebeten. Nach dieser Auseinandersetzung ist Liane mehr denn je entschlossen, gemeinsam mit Leo, sobald Raoul wieder auf Reisen geht, nach Rudisdorf abzureisen und sich am Ende scheiden zu lassen. Die auch zwischen Raoul und Liane bestehenden Spannungen erreichen einen Höhepunkt, als Raoul eine Auseinandersetzung mit seinem Jägerburschen hat, Liane dazwischentritt und von Raoul schwer an der Hand verletzt wird.
Kapitel 15–16. Von Frau Löhn erfährt Liane einige ihr bisher unbekannte Details über die Mainaus. So ist Raoul kein schlechter Mensch, sondern im Gegenteil ein Wohltäter der Armen. Die Unmöglichkeit, sich in Schloß Schönwerth gegen den Widerstand des Hofmarschalls als Herr zu behaupten, hat ihn in der Vergangenheit jedoch dazu getrieben, vor dem Bösen die Augen zu verschließen und immer wieder auf Reisen zu gehen. Sein Taumel unwürdiger Genüsse ist die Folge ungesühnter tiefer Demütigung.
Kapitel 17–20. Liane, die Raoul bisher nur durch ihr Vorbild erzogen hat, stärkt ihm nun aktiv den Rücken, mehr Verantwortung für Leos Erziehung zu übernehmen und seine reiche Reiseerfahrung schriftstellerisch auszuwerten. Raoul besucht auch sein vernachlässigtes Gut Wolkershausen, um dort wieder Ordnung herzustellen. Nach der Rückkehr besteht er darauf, Gisberts Testament zu lesen, das vom Hofmarschall in einer Kassette verwahrt wird. Ein Handschriftenvergleich ergibt, dass das Dokument wohl echt ist. Liane beobachtet Raouls inneren Wandel mit Freude und entwickelt gleichzeitig Eifersucht beim Gedanken, dass er sich nach Trennung und Scheidung erneut der Herzogin zuwenden könnte.
Da ihre Zweifel an der Echtheit von Gisberts Testament fortbestehen, verschafft sie sich noch einmal Zugang zu dem Papier. Unter dem Mikroskop entdeckt sie, dass das Dokument mit Bleistift vorgeschrieben wurde. Als sie das Papier in die Kassette zurücklegt, wird sie vom Hofprediger überrascht. Dieser begehrt sie, und um Lianes Ehe zu vergiften, verrät er ihr, dass Raoul sie nur geheiratet habe, um sich an der Herzogin zu rächen. Er räumt ein, das Testament gefälscht zu haben, und verbrennt es vor Lianes Augen. Um Liane durch „Stöbern“ in den persönlichen Papieren des Hofmarschalls zu kompromittieren, verbrennt er gleichzeitig auch den Brief ihrer Mutter. Als der Hofmarschall und Raoul ins Zimmer kommen, soll es aussehen, als habe Liane sich nur Zutritt verschafft, um das Beweismaterial gegen ihre Mutter zu vernichten.
Kapitel 21–23. Liane glaubt, vernichtet zu sein, und will Schönwerth noch in derselben Nacht verlassen. Raoul fängt sie jedoch ab, und nach einer Aussprache finden die Eheleute, die bisher nur de iure ein solches waren, tatsächlich als Paar zusammen. Raoul beschließt, Gabriel zu adoptieren und nicht ins Kloster zu schicken.
Frau Löhn berichtet Liane mehr über die Mainaus: Die Inderin war Gisbert nie untreu gewesen. In seiner letzten Lebenszeit hatte Gisbert ganz unter dem Einfluss des Hofmarschalls und des Hofpredigers gestanden. Auf seinem Sterbebett hatte er sich mit der Geliebten jedoch versöhnt und ein Testament geschrieben. Der Hofmarschall, der die Wiederannäherung des Paares verhindern wollte und die Inderin obendrein vergeblich begehrte, hatte sie zu erwürgen versucht, konnte aber nicht verhindern, dass sie das Testament in einer silbernen Büchse seitdem ständig am Körper trägt.
Kapitel 24–28. Bei einem Konzertball treten Liane und Raoul vor der Herzogin demonstrativ als Paar auf. Nach ihrer Rückkehr auf Schloss Schönwerth erfährt Liane vom Tode der Inderin. Sie birgt die Büchse mit dem Testament, wird im Schlosspark aber vom Hofprediger überrascht, der sich ihr unsittlich aufdrängt. Als Liane sich wehrt, stürzt er sie in mörderischer Absicht in den Schlossteich, wo sie fast ertrinkt, im letzten Moment aber vom Jägerburschen gerettet wird.
Liane berichtet Raoul alles über den Hofmarschall, was sie, um ihren Mann zu schonen, bisher noch verschwiegen hatte. Die Büchse mit dem echten Testament wird erbrochen; das Dokument bestätigt die Inderin und den gemeinsamen Sohn als Gisberts Erben. Der Hofmarschall reist ab. Der Hofprediger verschwindet spurlos. Infolge des Sturzes in den Schlossteich erkrankt Liane schwer, wird von ihrer angereisten Schwester Ulrike aber so gut gepflegt, dass sie bald wiederhergestellt ist. Schloss Gutwerth wird verkauft. Mit finanzieller Hilfe von Raoul errichtet Ulrike eine Fabrik für künstliche Blumen.

## Rezeption
Mit ihrem Debütroman Das Erbe der zweiten Frau versuchte die Marlitt-Epigonin Eufemia von Adlersfeld-Ballestrem 1878, an den Verkaufserfolg des Werkes anzuknüpfen.
Der Roman wurde zweimal verfilmt, das erste Mal 1918 in einer deutschen Stummfilmfassung von Regisseur Richard Oswald, bei der in den Hauptrollen Eva Speyer (Liane), Alexander Antalffy (Raoul), Leo Connard (Hofmarschall) und Ilse von Tasso-Lind (Herzogin) zu sehen waren. 1983 adaptierte Regisseur Herbert Ballmann den Roman fürs deutsche Fernsehen (ZDF). Die Hauptrollen übernahmen hier Ruth Olafs, Christoph Moosbrugger, Paul Dahlke und Doris Kunstmann.
Ivonne Defant hat 2010 auf Parallelen zwischen dem Roman und Charlotte Birch-Pfeiffers Jane-Eyre-Bühnenadaption Die Waise von Lowood aufmerksam gemacht.

## Ausgaben (Auswahl)
- Die zweite Frau. Ernst Keil, Leipzig 1874 (erste Buchausgabe).
- Die zweite Frau. Kaiser, Wien 1965.
- Die zweite Frau. Fischer, 1975.
- Die zweite Frau. Kelter, 1993.
- Die zweite Frau. Edition Hamouda, 2009, ISBN 978-3-940075-27-7.

In anderen Sprachen
- The Second Wife. J. B. Lippincott & Co, Philadelphia 1874 (Englische Ausgabe, übersetzt von A. L. Wister).
- Vtorai︠a︡ zhena : roman. Izd. A.F. Marksa, Moskva 1874 (Russische Ausgabe).
- Druhá manželka : román z doby novější. Karel Vačlena (Tschechische Ausgabe, übersetzt von J. L. Turnovský).
- La seconde femme. Firmin-Didot, Paris 1887 (Französische Ausgabe, übersetzt von Emmeline Raymond).
- Liane, eller, Den anden hustru. Skandinavens boghandel, 1891 (Norwegische Ausgabe).
- La segunda esposa. Montaner y Simón, Barcelona 1895 (Spanische Ausgabe).

## Kommentare zum Werk in der „Gartenlaube“
- Pariser literarische Falschmünzerei (1875, Heft 25)
- Aus Paris (1876, Heft 11)
- Ein Urtheil Rudolph Gottschall’s über E. Marlitt (1876, Heft 27)
- Eine Eintrittspforte zum Thüringer Walde (1876, Heft 32)